# Futebol do Tocantins
O futebol do Tocantins é organizado profissionalmente pela Federação Tocantinense de Futebol, responsável pelo campeonato do estado e as demais competições.

## História
Os primeiros clubes de futebol fundados no Tocantins foram fundados na década de 1970 quando o estado do Tocantins ainda era parte integrada ao estado de Goiás. As equipes inicialmente disputavam o Torneio Integração do Norte (TIN), destinada a clubes do extremo norte do estado de Goiás. Dentre as equipes que disputaram esse torneio estavam as equipes Araguaína Esporte Clube, o Transtrevo Esporte Clube Noroeste Esporte Clube, Novo Horizonte Esporte Clube, Goiasrural Esporte Clube, Integrado Esporte Clube, Gráfica Esporte Clube. e Clube Atlético Paraíso. Dessas equipes, duas deram origem a clube ainda existentes, o Araguaína Esporte Clube deu origem ao Araguaína Futebol e Regatas e o Clube Atlético Paraíso deu origem ao Paraíso Esporte Clube.

## Competições
O primeiro Campeonato Tocantinense de Futebol ocorreu em 1989 e teve como campeão o Kaburé Esporte Clube. Porém a profissionalização só ocorreu de fato em 1993.[carece de fontes?]

## Maiores campeões estaduais
- Campeonato Tocantinense de Futebol (1ª divisão da pirâmide): Palmas Futebol e Regatas —  7 títulos[9]
- Campeonato Tocantinense de Futebol - Segunda Divisão (2ª divisão da pirâmide): Araguaína, Guaraí, Tocantins EC —  2 títulos[1]

Demais competições
- Copa Tocantins: Tocantins —  3 títulos[1]

## Clássicos
| Cidade         | Clássico  |
| -------------- | --------- |
| Intermunicipal | Norte-Sul |